# Olcani
 Olcani  là một xã ở tỉnh Haute-Corse trên đảo Corse, Pháp. Xã này có diện tích 14,25 km², dân số năm 1999 là 55 người. Khu vực này có độ cao trung bình 350 mét trên mực nước biển.